# Michele di Trebisonda
Michele Mega Comneno (in greco Μιχαήλ Μέγας Κομνηνός?, Mikhaēl Megas Komnēnos; 1288 circa – Costantinopoli, dopo il 1355) fu imperatore di Trebisonda dal 3 maggio 1344 al 13 dicembre 1349.
Era il figlio minore dell'imperatore Giovanni II di Trebisonda e di Eudocia Paleologa.

## Biografia

### Gioventù
In base alla affermazione di Niceforo Gregora, secondo cui Michele aveva 56 anni nel 1344, si può dedurre che sia nato intorno al 1288. Michele fu portato a Costantinopoli intorno al 1297 dalla madre Eudocia, in seguito alla morte dell'imperatore Giovanni II e all'ascesa al trono del fratello Alessio. Qualche anno dopo Eudocia tornò a Trebisonda, lasciando presumibilmente Michele a Costantinopoli.
La sua vita rimane oscura per i decenni successivi. Michele fu presumibilmente affidato alle cure dello zio, l'imperatore Andronico II Paleologo, i cui tentativi di imporre a suo fratello e alla madre il matrimonio furono vani; non è chiaro quale effetto ebbero su Michele questi fallimenti. È certo che Michele non fu confinato in un monastero, poiché sposò la figlia del nobile Costantino Acropolita, Acropolitissa, dalla quale ebbe un figlio, Giovanni III.
Seguì un periodo di guerra civile tra Andronico II e suo nipote Andronico III Paleologo, quando Michele era ormai un uomo di mezza età; non si sa quale parte abbia sostenuto o se si sia schierato in questo conflitto. Infine, alcuni membri della famiglia del fratello - prima il figlio di Alessio, Basilio, poi i due figli di Basilio - giunsero a Costantinopoli come rifugiati dal conflitto in atto a Trebisonda. Non si sa quali contatti abbia avuto Michele con loro, se abbia prestato loro soccorso o se fosse a conoscenza della loro presenza in città.
È nel 1341 che si conoscono nuovamente le vicende di Michele. In quell'anno un gruppo di rappresentanti della fazione degli Scholarioi, guidati da Niceta Scolario e Gregorio Meitzomates, giunse da Trebisonda e convinse i reggenti del giovane imperatore Giovanni V Paleologo a consentire il ritorno di Michele. Una volta lì avrebbe sposato la spodestata imperatrice Irene Paleologa e sarebbe salito sul trono imperiale.
Quando le tre navi di Michele raggiunsero Trebisonda il 30 luglio 1341, trovò Irene deposta e sua nipote, Anna Anachoutlou, al potere come imperatrice. Come legittimo discendente maschio della famiglia regnante, Michele ricevette il sostegno di gran parte della popolazione e fu acclamato imperatore. Alcuni nobili, guidati dal metropolita Acacio (in greco Ἀκάκιος?, Akakios), lo accolsero come loro sovrano e lo scortarono a palazzo. Appena scesa la notte, però, i nobili imprigionarono Michele, non volendo essere governati da un monarca maturo e forte. Le truppe laz di Anna dispersero i sostenitori di Michele e saccheggiarono le sue navi. Il giorno seguente fu inviato nell'Oinaion e poi in Limnia, dove fu tenuto prigioniero dal megas doux Giovanni l'Eunuco.
Quando il figlio di Michele, Giovanni III, divenne imperatore nel settembre 1342, Michele rimase in prigione. L'incompetenza di Giovanni gli allontanò i suoi principali sostenitori, primo fra tutti Niceta, che marciò con l'esercito verso la Limnia (dove Giovanni l'Eunuco era stato da poco ucciso), liberò Michele e tornò con lui a Trebisonda. Giovanni III fu deposto e inviato al monastero di San Saba con una guardia bizantina, mentre i nobili che lo sostenevano furono uccisi. Michele fu incoronato il 3 maggio 1344.

## Regno
Michele concesse a Niceta il titolo di megas doux e fu costretto a firmare il documento che conferiva a Niceta e ai suoi ministri quasi tutti i poteri nell'Impero, promettendo di chiedere il loro parere in tutte le questioni ufficiali. Questo esperimento costituzionale ebbe vita breve, perché la maggiore opposizione venne dal popolo di Trebisonda. Questi si infuriarono nel vedere l'imperatore privato della sua effettiva autorità e si sollevarono in rivolta contro l'oligarchia degli Scolopi. Michele colse al volo l'occasione e arrestò e imprigionò Niceta nel 1345. Inoltre, inviò suo figlio Giovanni a Costantinopoli e poi ad Adrianopoli, dove sarebbe stato tenuto prigioniero per evitare che diventasse un ulteriore punto di riferimento per i nobili scontenti di Trebisonda.
Approfittando dell'instabilità di Trebisonda, i turcomanni attaccarono l'Impero nel 1346, conquistando le città di Hagios Andreas e Oinaion. Nel settembre 1347, la peste nera colpì Trebisonda, imperversando per sette mesi. Gli effetti sulla città non sono chiari: Andrea Libadeno, che si trovava a Trebisonda in quel periodo, non fa menzione dell'epidemia, mentre Michele Panareto descrive come la peste nera abbia portato via "molti: bambini, mariti, mogli, fratelli, sorelle, madri e parenti".Un'altra invasione turcomanna l'anno successivo portò a una battaglia di tre giorni. Nonostante la vittoria, la reputazione come sovrano di Michele non migliorò.
Nel 1348, i genovesi si impadronirono di Kerasous, la seconda città più importante dell'Impero, per vendicare un massacro di genovesi compiuto dai trapezuntini qualche anno prima. Nel maggio 1349, una spedizione genovese da Caffa fu lanciata contro Trebisonda. La piccola flotta trapezuntina guidata dal megas doux Giovanni Cabasite fu distrutta e la popolazione di Trebisonda rispose a questa sconfitta uccidendo tutti gli occidentali che trovava nella capitale. Alla fine fu raggiunta la pace con i genovesi, ma in cambio di Kerasous fu data loro la fortezza di Leonkastron. Da questo momento in poi la capacità commerciale di Trebisonda si ridusse ulteriormente, in quanto i genovesi arrivarono a dominare il lucroso commercio del porto sul Mar Nero.
A quel punto il povero Michele era screditato e del tutto incapace di governare l'Impero in disfacimento. Fu deposto il 13 dicembre 1349 da megas doux Niceta, che era stato costretto a liberare dalla prigione. Niceta e i suoi sostenitori misero sul trono il nipote Giovanni, figlio dell'imperatore Basilio, inviato dall'imperatore bizantino Giovanni VI Cantacuzeno a Trebisonda e arrivato il 22 dicembre. Quando prese possesso della corona, Giovanni adottò il nome di Alessio III.
Il deposto imperatore Michele fu costretto a farsi monaco nel monastero rupestre di San Saba. Nel 1351 fu inviato a Costantinopoli. Michele fu liberato dall'imperatore Giovanni V Paleologo nel 1355 e, nonostante i suoi sessant'anni, partì per Trebisonda, sperando di recuperare il suo trono. Michele avanzò fino al monastero di Sumela, ma gli fu impedito di entrare nella sua antica capitale. Tornò a Costantinopoli, dove morì.

## Acropolitissa
È noto che Michele sposò la figlia del Mega Logoteta bizantino Costantino Acropolita e Maria Comnena Tornikina, ma il nome della figlia non è stato accertato. Per comodità, gli studiosi le hanno dato il nome di Acropolitissa, la forma femminile di Acropoliti. Di lei si sa poco; Costantino Acropolita ci fornisce la maggior parte delle informazioni che sappiamo direttamente su di lei. L'imperatore Andronico II Paleologo tentò di far sposare il fratello maggiore di Michele Comneno, Alessio, con la figlia di uno dei suoi ministri, ma il suo piano fu rovinato quando Alessio sposò una principessa georgiana senza dirlo allo zio. Nicol osserva che "sarebbe abbastanza in linea con gli elaborati schemi dinastici e matrimoniali di Andronico II che, non essendo riuscito a far sposare la figlia di uno dei suoi ministri con l'imperatore di Trebisonda, incoraggiasse o organizzasse il matrimonio della figlia della sua Gran Logoteta con il fratello di quell'imperatore". "Nel 1341 la figlia era probabilmente già morta, perché in quell'anno Michele Mega Comneno fu invitato a tornare a Trebisonda e a sposare l'imperatrice regnante, Irene Paleologa, vedova di suo nipote Basilio di Trebisonda.

### Altri possibili discendenti
La "Cronica Georgiana" del XVIII secolo riporta che Giorgio V di Georgia sposò una figlia dell'"imperatore greco, il signore Michele Comneno". Tuttavia, la dinastia regnante dell'Impero bizantino nel XIV secolo era quella dei Paleologi, non quella dei Comneni. Il matrimonio di una figlia di Michele IX Paleologo e di sua moglie Rita d'Armenia con un sovrano georgiano non è riportato nelle fonti bizantine. Non si conosce nemmeno l'esistenza di figlie illegittime di Michele IX. Non si sa se si trattasse di una figlia di Michele Comneno di Trebisonda e di Acropolitissa.

## Ascendenza
|                           |                     |                              | Genitori          |  |  | Nonni |  |  | Bisnonni                |  |  | Trisnonni       |  |
|                           |                     |                              |                   |  |  |       |  |  | Alessio I di Trebisonda |  |  | Manuele Comneno |  |
|                           |                     |                              |                   |  |  |       |  |  | Alessio I di Trebisonda |  |  | Manuele Comneno |  |
|                           |                     | Rusudan                      |                   |  |  |       |  |  | Alessio I di Trebisonda |  |  |                 |  |
| Manuele I di Trebisonda   |                     |                              |                   |  |  |       |  |  | Alessio I di Trebisonda |  |  |                 |  |
|                           |                     | Teodora Axuchina             | …                 |  |  |       |  |  |                         |  |  |                 |  |
|                           |                     | Teodora Axuchina             | …                 |  |  |       |  |  |                         |  |  |                 |  |
|                           |                     | Teodora Axuchina             | …                 |  |  |       |  |  |                         |  |  |                 |  |
| Giovanni II di Trebisonda |                     | Teodora Axuchina             |                   |  |  |       |  |  |                         |  |  |                 |  |
|                           |                     | …                            | …                 |  |  |       |  |  |                         |  |  |                 |  |
|                           |                     | …                            | …                 |  |  |       |  |  |                         |  |  |                 |  |
|                           |                     | …                            | …                 |  |  |       |  |  |                         |  |  |                 |  |
| Irene Siricena            |                     | …                            |                   |  |  |       |  |  |                         |  |  |                 |  |
|                           |                     | …                            | …                 |  |  |       |  |  |                         |  |  |                 |  |
|                           |                     | …                            | …                 |  |  |       |  |  |                         |  |  |                 |  |
|                           |                     | …                            | …                 |  |  |       |  |  |                         |  |  |                 |  |
| Michele di Trebisonda     |                     | …                            |                   |  |  |       |  |  |                         |  |  |                 |  |
|                           | Andronico Paleologo | Alessio Paleologo            |                   |  |  |       |  |  |                         |  |  |                 |  |
|                           | Andronico Paleologo | Alessio Paleologo            |                   |  |  |       |  |  |                         |  |  |                 |  |
|                           | Andronico Paleologo | Irene Comnena                |                   |  |  |       |  |  |                         |  |  |                 |  |
| Michele VIII Paleologo    | Andronico Paleologo |                              |                   |  |  |       |  |  |                         |  |  |                 |  |
|                           |                     | Teodora Angelina Paleologina | Alessio Paleologo |  |  |       |  |  |                         |  |  |                 |  |
|                           |                     | Teodora Angelina Paleologina | Alessio Paleologo |  |  |       |  |  |                         |  |  |                 |  |
|                           |                     | Teodora Angelina Paleologina | Irene Angelina    |  |  |       |  |  |                         |  |  |                 |  |
| Eudocia Paleologa         |                     | Teodora Angelina Paleologina |                   |  |  |       |  |  |                         |  |  |                 |  |
|                           |                     | …                            | …                 |  |  |       |  |  |                         |  |  |                 |  |
|                           |                     | …                            | …                 |  |  |       |  |  |                         |  |  |                 |  |
|                           |                     | …                            | …                 |  |  |       |  |  |                         |  |  |                 |  |
| Teodora Ducena Vatatzina  |                     | …                            |                   |  |  |       |  |  |                         |  |  |                 |  |
|                           |                     | …                            | …                 |  |  |       |  |  |                         |  |  |                 |  |
|                           |                     | …                            | …                 |  |  |       |  |  |                         |  |  |                 |  |
|                           |                     | …                            | …                 |  |  |       |  |  |                         |  |  |                 |  |
|                           |                     | …                            |                   |  |  |       |  |  |                         |  |  |                 |  |